# Харківська обласна філармонія

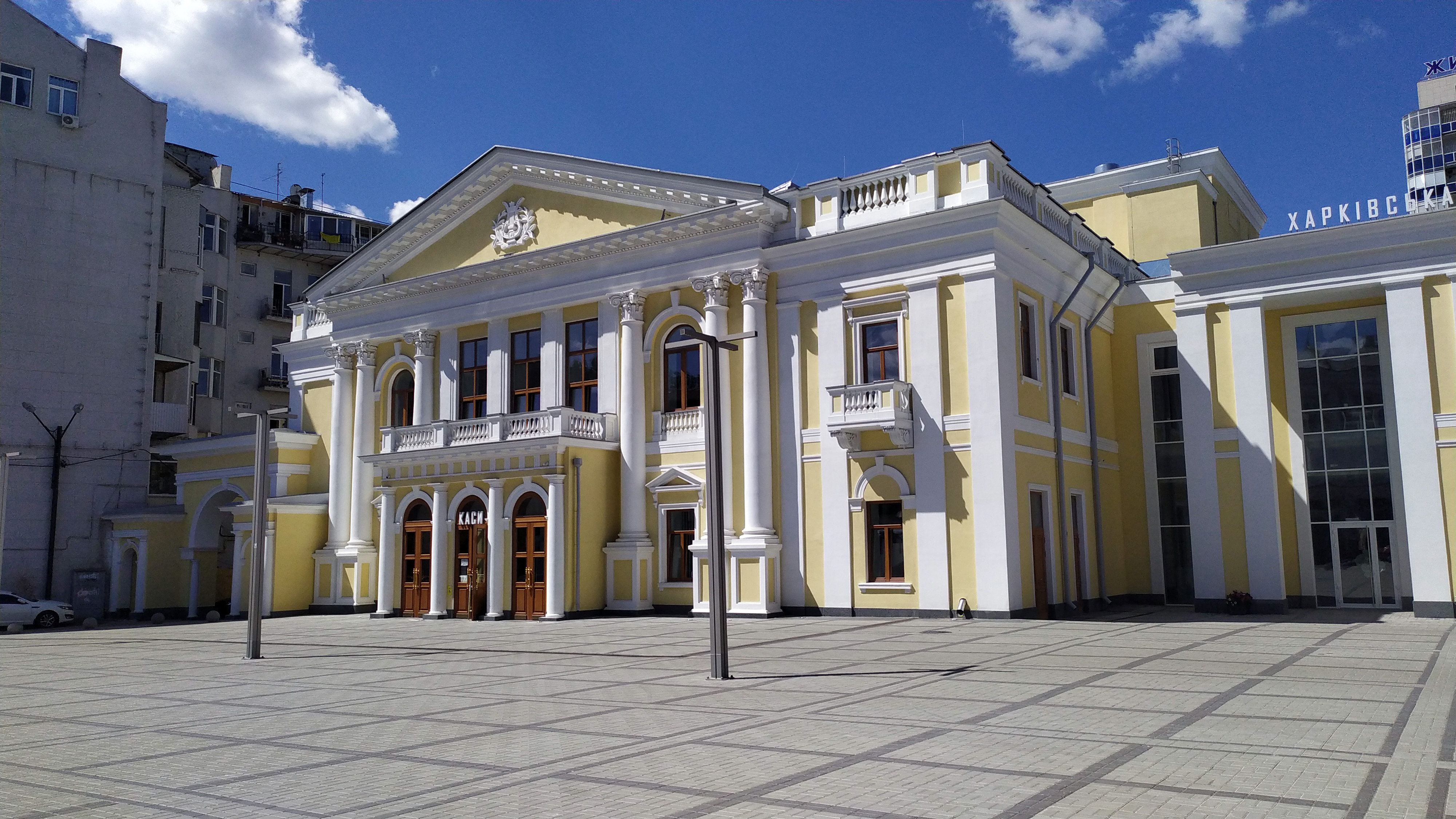
Головна будівля Харківської обласної філармонії

Харківська обласна філармонія — концертна агенція, що провадить концертні виступи та керує творчою діяльністю зарахованих до її штату артистів-виконавців — музикантів-солістів, музично-виконавських колективів та артистів розмовних жанрів, а також організовує концертні виступи українських та іноземних артистів-гастролерів у Харкові.
Адреса: 61057, Харків, вул. Римарська 21.

## Історія

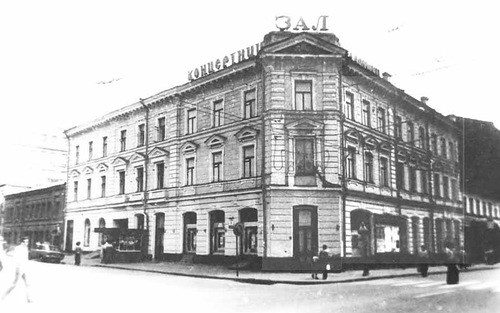
концертна зала по вул. Сумській, де розташовувалася філармонія з 1943 р. по 1989 р.

У будівлі старого оперного театру розпочалася нова сторінка існування Харківської филармонії, найстарішої концертної організації України. Будівля філармонії — відома пам'ятка архітектури та визначний культурний центр міста.
У будівлі філармонії з концертами бували Генрик Венявський, Пабло Сарасате, Маттіа Баттістіні, Тітта Руфо, Петро Чайковський, Сергій Рахманінов, Федір Шаляпін, Олександр Скрябін, Арам Хачатурян, Мстислав Ростропович, Дмитро Шостакович та багато інших видатних композиторів та музикантів.
Тут у 1896 р. фотограф Альфред Федецький провів перший в Україні кіносеанс, звідси у 1929 р. вийшла в ефір перша українська радіостанція.
Провідний колектив Харківської філармонії — Академічний симфонічний оркестр, який нараховує 100 високо-професійних музикантів, більшість яких має нагороди національних та міжнародних конкурсів.
Харківська обласна філармонія — одна з провідних концертних організацій України, що активно пропагує найкращі зразки класичної та сучасної музики, українську народну та класичну музику а також приділяє багато уваги заохочуванню молоді, привносить вагомий внесок до культурного життя України.
З 1986 року при Харківській обласній філармонії діє Будинок органної та камерної музики, спочатку в колишньому соборі на колишній Соборній площі, після реконструкції основної будівлі філармонії, новий орган запрацював в залі на Римарській.

### Реконструкція 2006—2019
У 2006 році почалися роботи з реконструкції філармонії. За проєктом, у філармонії з'явиться 2 концертних зали — Велика та органна.

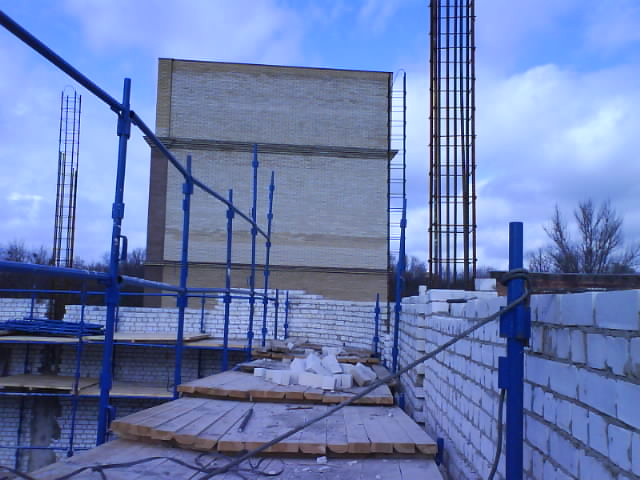
Будівництво нового актового залу Харківської обласної філармонії
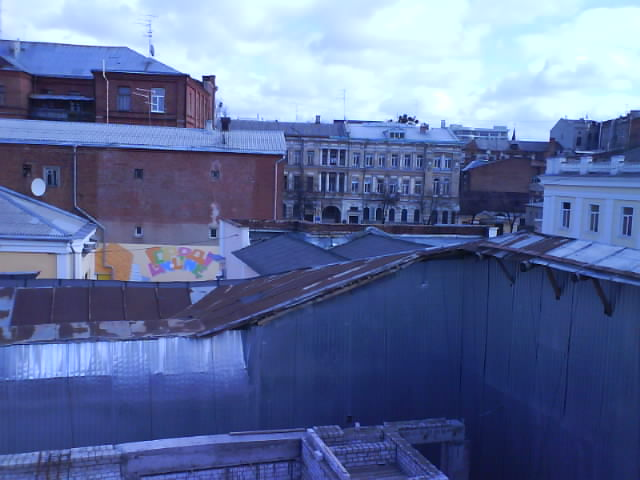
Будівництво нового актового залу Харківської обласної філармонії
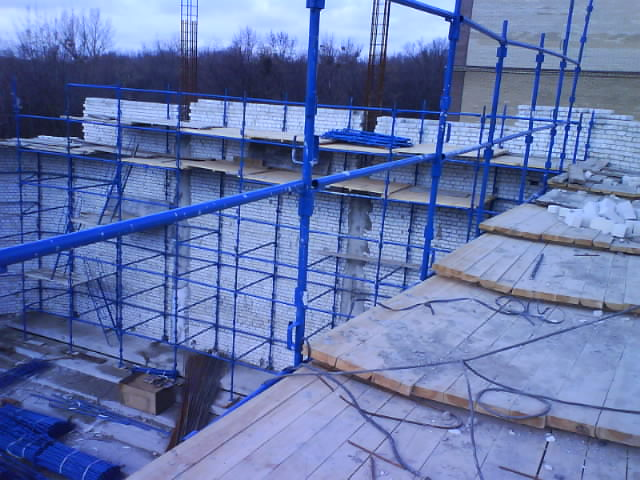
Будівництво нового актового залу Харківської обласної філармонії

У 2009 році почалися роботи з будівництва органної зали, які проводила компанія «Трест Жилбуд-1». Акустику для органної зали виконував німецький акустик Анерт, а сам новий орган був замовлений у німецької фірми «Aleksander Schuke» Початково фінансувати купівлю органу для Харкова мав благодійний фонд «Ренесанс» Арсена Авакова, але вже з осені 2010 року почалися проблеми з оплатою вартості органу. Навесні 2011 року виникла загрозлива ситуація з оплатою вартості нового органу для проекту в цілому, в результаті було вирішено, що вартість органу профінансують не благодійний фонд «Ренесанс», а благодійні фонди Олександра Фельдмана та Юрія Сапронова, а також народний депутат Валерій Писаренко, які й оплатили вартість інструменту до кінця 2011 року. Загалом, орган коштував 1,2 млн євро. Але в оплаті 435 тис. євро останнього траншу жоден благодійник участі не брав — це були кошти з державного та місцевого бюджетів. За кошти бюджету орган був розмитнений. У квітні 2012 року було домовлено про поставку у червні органу до Харкова. Наприкінці травня він виїхав з Потсдама (Німеччина) і прибув до Харкова у середині червня. На період будівельних робіт в органному залі інструмент зберігатиметься в одному з приміщень філармонії за умови контролю температури і вологості у приміщенні.
У березні 2012 року в органній залі почалися оздоблювальні роботи. Станом на вересень 2012 року були закінчені всі підготовчі роботи та були переплановані адміністративні та артистичні приміщення, були проведені роботи з укріплення фундаменту. Також у деяких приміщеннях зробили ремонт. Станом на 2013 рік основним об'єктом реконструкції була органна зала, але справа рухалась дуже повільно через нестабільне фінансування. На цей час була вже готова підлога у залі та на сцені, після чого потрібно укласти паркет та обшити стіни спеціальними плитами.
Органну залу відкрили за участі Президента України Петра Порошенка 20 серпня 2016 року. Проте перший концерт органної музики відбувся лише 18 листопада, оскільки з початку вересня тривали роботи з налаштування органу. Загалом орган має 5700 труб та важить близько 20 тон.
Після цього всі сили будівельників були спрямовані на роботу на Великою залою філармонії. У січні 2019 року почалась підготовка до відкриття Великої зали. 14 лютого 2019 року за участі Президента України Петра Порошенка було Велику залу Харківської філармонії, розраховану на 777 глядачів, а також камерну зала та нове фоє. Також у Великій залі встановлено оркестрову яму, яка може підійматися та опускатися, та дерев'яні крісла, стилізовані під меблі 19 століття. Під часу урочистого відкриття виступав академічний хор Харківської філармонії під керівництвом її директора і головного диригента Юрія Янка
Загальна вартість робіт з реконструкції Харківської філармонії, які тривали з 2006 по 2019 рік, склала близько 500 млн грн.

## Академічний симфонічний оркестр Харківської обласної філармонії

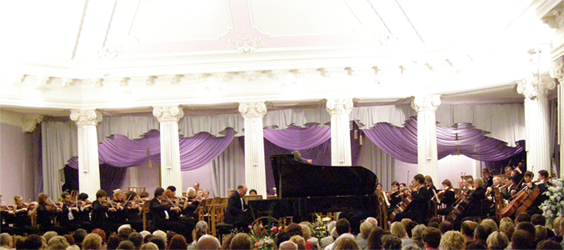
Академічний симфонічний оркестр на концерті в Харківській філармонії.

Академічний симфонічний оркестр Харківської філармонії було засновано у 1926—1927 роках відомим працівником культури, професором Харківської Консерваторії Яковом Розенштейном.
У жовтні 1929 року оркестр стає провідним колективом Всеукраїнського радіокомітету, а після заснування філармонії 14 жовтня 1929 р. отримує статус філармонійного.
Перше десятиліття існування оркестру було ознаменоване співпрацею з відомими диригентами К. Зандерлінгом та Г. Адлером (Німеччина), Ф. Штідрі (Австрія), Е. Сенкаром (Угорщина). В оркестрі починали свою творчу діяльність Натан Рахлін, Давид Ойстрах та ін.
За роки існування колективу з ним виступали видатні музиканти — Антон Рубінштейн, Яків Зак, Яків Флієр, Генріх Нейгауз, Святослав Ріхтер, Еміль Гілельс, Арам Хачатурян, Мстислав Ростропович, Рудольф Керер, В.Пікайзен, Володимир Крайнєв, Наум Штаркман, Л. Ісакадзе, М. Плетньов, В. Співаков, Дмитро Башкіров, Д. Крамер, С. Стадлер, О. Князєв, Олександр Гаврилюк, Антон Сороков, Ернест Хойцель, Саяка Шоджі, Олександр Семчук та багато інших. У 1957—1958 роках диригентом був Геннадій Проваторов.
Нині у симфонічному оркестрі Харківської філармонії близько ста високопрофесійних музикантів. Багато з них мають звання лауреатів міжнародних та національних конкурсів. Концертмейстер колективу — народний артист України Ігор Шаповалов.
З 2001 року художній керівник і головний диригент оркестру — заслужений діяч мистецтв України, лауреат Міжнародного конкурсу диригентів Вахтанга Жорданії Юрій Янко. Прекрасна мануальна техніка, чіткий та ясний жест, емоційність, артистизм, вимогливість у роботі з оркестром — все це створило йому репутацію одного з найкращих диригентів України.
Симфонічний оркестр Харківської філармонії постійно бере участь у міжнародних форумах класичної музики — фестивалях «Київ Музик Фест», «Харківські асамблеї», «Музика — наш спільний дім», «Сергій Рахманінов та українська культура», Міжнародному конкурсі юних піаністів В. Крайнєва, Міжнародному конкурсі юних піаністів у м. Кітцинген (Німеччина), Міжнародному конкурсі диригентів «Вахтанг Жорданія — третє тисячоліття». Оркестр успішно гастролює. Під час перебування в Іспанії у 2003 р. він був визнаний найкращим зарубіжним колективом року.
У жовтні 2006 р. оркестр отримав статус «Академічного».
На початку березня 2019 року симфонічний оркестр дав концерт у Краснограді на Харківщині, присвячений Міжнародному жіночому дню. Диригував Юрій Янко. В рамках концерту голова Харківської обласної ради Сергій Чернов виконав разом з оркестром на барабані «Польку Штрауса»
Записи колективу зберігаються у фондах Національного радіо, сюжети про нього транслюються по радіо і телебаченню, рецензії на його виступи публікуються у регіональній та всеукраїнській пресі.

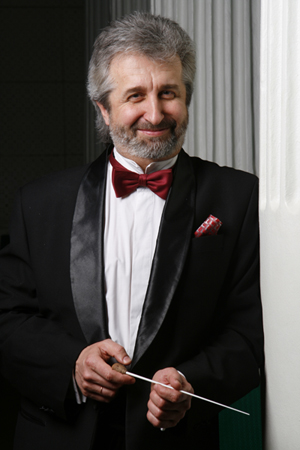
Директор-головний диригент Харківської філармонії, Заслужений діяч мистецтв України, лауреат Міжнародного конкурсу диригентів Вахтанга Жорданія.

## Різні музиканти в різний час про Оркестр та МаестроЮрія Янка
«Харківський Філармонічний Оркестр, напевно, один з найвидатніших оркестрів в нашій країні (СРСР, тоді). Кожне з моїх виконань з оркестром приносить мені істинне задоволення». (Еміль Гілєльс/1948)
«З великим задоволенням я відвідаю Харків знову (якщо ви запросите мене?), оскільки я по справжньому відчуваю любов до музики як у оркестрі, так і серед аудиторії».(Святослав Ріхтер/1949)
«Я відчув велике задоволення від виступу з Харківським Філармонічним Оркестром. Є нескінченна любов до музики у кожного з музикантів Оркестру, яка наповнює весь Оркестр натхненням та робить його одним цілим. З великим задоволенням я приїду знову». (Мстислав Ростропович/1950)
«Оркестр Харківської Філармонії — чудовий оркестр. Він значно відрізняється від інших оркестрів своїм професіоналізмом». (Арам Хачатурян/1951)
«Я завжди пам'ятатиму з величезною радістю мої концерти з Харківським Філармонічним Оркестром, де я виступав перед дивною аудиторією. Я сердечно бажаю усім членам Харківського Філармонічного Оркестру великого успіху у подальшому розвитку музичної культури». (Дмитро Шостакович/1953)
«Харків — дивне музичне місто. Збори, змагання, концерти — усі можливі форми і підходи вираження музичних ідей чудово від ображають вподобання аудиторії. І що важливе — дуже професійний Оркестр Харківської Філармонії».(Михайло Плєтньов/2006)
«Юрій Янко — дуже талановитий музикант, диригент з безмежними технічними і творчими здібностями, дивний організатор та лідер Харківського Філармонічного Оркестру і Харківської Філармонії. Я упевнений, що з його допомогою Філармонія буде найкращою в колишньому СРСР». (Володимир Крайнєв/2008)

## Академічний камерний хор Харківської обласної філармонії імені В'ячеслава Палкіна

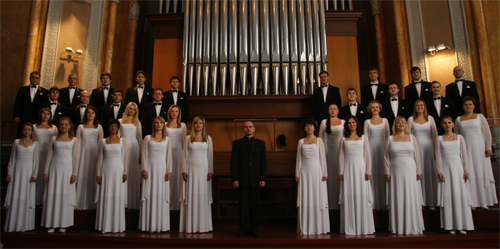
Хор Харківської обласної філармонії
Головний хормейстер — лауреат Всеукраїнського конкурсу хорових диригентів Андрій Сиротенко

Традиції концертного хорового співу в Харківській філармонії закладені ще у 30-ті роки XX-го століття.
З 1936 р. при філармонії працювала капела під орудою відомого українського хорового диригента Олександра Брижахи. У 1938 р. її очолював Костянтин Греченко, у 1943 р. — Євгенія Конопльова, в 1944—1945 рр. — Григорій Давидовський. У березні 1956 р. капелу реорганізували у Хор української пісні, який проіснував до 1962 р., після чого був розформований.
Історія колективу, котрий зараз виступає на сцені філармонії, починається у 1980 р., коли за ініціативою одного з найвизначніших діячів національної диригентсько-хорової школи В'ячеслава Палкіна був створений Камерний хор обласного відділення Музичного товариства України та обласного управління культури. З першого ж концерту (січень 1981 р.) його виступи стають значним явищем у музичному житті міста. У 1980-х роках хор гастролює у Києві та інших містах України, у Москві, а також у Молдові, Латвії, Грузії, Південній Осетії, повсюди отримуючи найвищі оцінки музичної громадськості. Інтенсивна концертна діяльність, професійність виконавців, різноманітний репертуар дали колективу можливість отримати статус філармонійного.
У липні 1991 р. відбувся його перший концерт — вже як Камерного хору Харківської обласної філармонії.
Камерний хор — лауреат 1-х премій Першого Всеукраїнського конкурсу хорових колективів імені М.Леонтовича (1989), Всеукраїнського конкурсу хорових колективів (м. Дніпропетровськ, 2001), Міжнародного фестивалю духовної музики «Гайнівка» (Польща, 2005).
Колектив брав участь у багатьох мистецьких акціях: — у міжнародних та всеукраїнських фестивалях і творчих проектах: Першій Всеукраїнській хоровій асамблеї (м. Київ, 1992), творчій акції «Слобожанський Великдень» (м. Київ, 1996), у святкуванні 2000-ліття Різдва Христового і Дня Реформації (Німеччина,2000), VI Хор-фесті «Золотоверхий Київ» (м. Київ, 2002), «Сузір'я Шевченківських лауреатів» (м. Київ, 2003), Всеукраїнській хоровій асамблеї до 130-ліття від дня народження Олександра Кошиця (м. Київ, 2005) — у звітних концертах майстрів мистецтв та художніх колективів Харківської області (м. Київ — 1999, 2001, 2004); — як почесний гість — у Всеукраїнському конкурсі хорових колективів (м. Дніпропетровськ, 2006) та Міжнародному фестивалі духовної музики «Гайнівка» у Польщі (2006).
Концертні програми Камерного хору складаються з творів українських композиторів Л.Дичко, Т.Кравцова, М.Леонтовича, М.Лисенка, Є.Станковича, К.Стеценка, М.Стецюна; російських композиторів В.Гавриліна, М.Глинки, С.Рахманінова, С.Танєєва, А.Шнітке; західноєвропейських композиторів Й. С. Баха, Г.Берліоза, К. М. Вебера, О.Лассо, В. А. Моцарта, Ф.Шуберта та ін.
Камерний хор регулярно дає концерти у Колонному залі Національної філармонії України (1989, 1997, 1998, 2000, 2003), виступає з симфонічними оркестрами Національної філармонії України (Київ), Харківської та Белгородської філармоній. З ним працювали такі відомі диригенти, як Д.Сакс и В.Жорданія (США), А.Ремерайт (Австрія), Д. Л. Джоунс (Велика Британія), І.Кокарс (Латвія), Р. Д. Янг (Південна Корея), А.Калабухін, Р.Кофман, І.Палкін, Ю.Янко (Україна).
З 1980 по 2008 рр. художнім керівником та головним диригентом Камерного хору Харківської обласної філармонії був Народний артист України, лауреат Національної премії України імені Тараса Шевченка, член-кореспондент АМУ, професор В'ячеслав Сергійович Палкін.
У 2008 році присвоєне звання Академічного хору Харківської обласної філармонії та ім'я В. С. Палкіна.
З 2008 року головним хормейстром Академічного хору став Андрій Сиротенко
Фахівці відзначають високу вокальну і сценічну культуру, прекрасні голоси артистів Камерного хору. Сьогодні Камерний хор Харківської філармонії — це яскраве явище сучасної музичної культури України, мобільний творчий колектив, здатний виступати в різних стилях і жанрах хорової музики. У шанувальників хорового мистецтва є можливість почути у його виконанні чимало творів — як зовсім нових, так і вже відомих — у цікавих інтерпретаціях.
В межах цього колективу сформувались і плідно діють такі ансамблі, як Ringtone, Golden Sound та ін.
Дискографія:
1. «Petite messe sollennelle» Дж. Россіні, духовна та народна музика (2000)
2. «Спочатку було слово» — ексклюзивний подвійний диск за творами Д.Еллінгтона із джазовими музикантами із Санкт-Петербургу В.Фейєртагом і Д.Голощокіним (2000).